# Osmoderma scabrum
Osmoderma scabrum är en skalbaggsart som beskrevs av Palisot De Beauvois 1805. Osmoderma scabrum ingår i släktet Osmoderma och familjen Cetoniidae. Inga underarter finns listade i Catalogue of Life.